# Теорема Ейлера (геометрія)
Теорема Ейлера, названа на честь Леонарда Ейлера, стверджує що відстань d між центрами вписаного і описаного кола трикутника можна записати в такому вигляді:
{\displaystyle d^{2}=R(R-2r)\,}
де R і r позначають радіуси описаного та вписаного кола відповідно. З теореми випливає нерівність Ейлера.
{\displaystyle R\geq 2r}